# ديريك وير
ديريك وير (بالإنجليزية: Derek Ware)‏ هو لاعب كرة قدم أمريكية أمريكي، ولد في 17 سبتمبر 1967 في ساكرامنتو في الولايات المتحدة.